# Franz Forster
Franz Seraph Forster (* 25. Mai 1896 in St. Florian, Oberösterreich; † 20. Mai 1993 ebenda) war ein österreichischer Bildhauer.

## Leben
Franz Forster studierte zunächst an der Fachschule in Hallstatt, danach wechselte er an die Akademie der bildenden Künste nach Wien, wo er unter Edmund von Hellmer und Josef Müllner seine Studien abschloss. 1924 kehrte er in seine Heimatstadt St. Florian zurück und fertigte hauptsächlich Bildnisbüsten und Heiligenstatuen aus Marmor und Holz an. Für die Linzer Elisabethinen schuf er eine Statue der hl. Elisabeth, ebenfalls für Linz ein Denkmal für Bischof Rudolph Hittmair. 1938 nahm er an der Großen Deutschen Kunstausstellung mit einer Holzskulptur teil.

## Werke (Auszug)

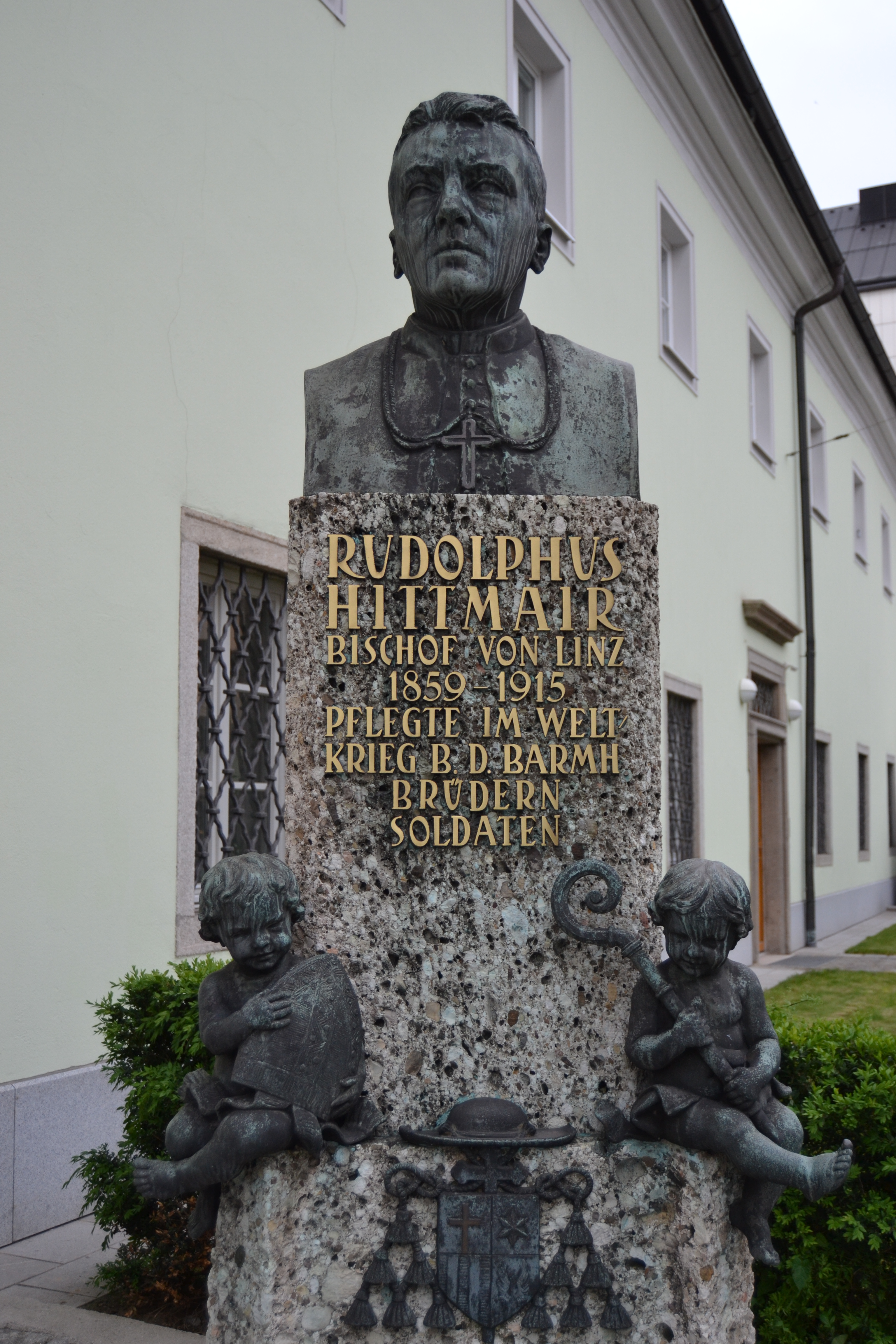
Büste von Rudolph Hittmair

- Bildnisbüste Anton Bruckner, 1923, Marmor, Foyer der Anton Bruckner Privatuniversität, Linz[2]
- Bildnisbüste Norbert Hanrieder, 1926, Birnenholz, Oberösterreichisches Landesmuseum Linz
- Hessendenkmal, 1928, Granit, Linz
- Bildnisbüste Dr. Alexander Brenner, 1928, Bronze, Allgemeines Krankenhaus der Stadt Linz
- Bildnisbüste Joseph Schmidberger, 1931, Bronze, St. Florian
- Bildnisbüste Rudolph Hittmair, 1932, Bronze, Kirche des Krankenhauses der Barmherzigen Brüder in Linz
- Statue Maria Immaculata, 1934, Marmor, Pfarrkirche Ebelsberg
- Attnanger Crucifixus, 1941, Lindenholz, Pfarrkirche Attnang
- Bildnisbüste Prälat Johann Nepomuk Hauser, 1950, Terrakotta, 26,5 × 32,5 × 52,5 cm, Heeresgeschichtliches Museum, Wien
- Große Bildnisbüste Anton Bruckner, 1950, Eichenholz, Anton-Bruckner-Schule Windhaag
- Reliefs auf der neuen Pummerin, 1951[3], Stephansdom in Wien
- Brückenfigur St. Berthold, 1961, Muschelkalk, Ennsbrücke in Sand bei Garsten
- Brückenfigur St. Kilian, 1963, Muschelkalk, Kremsbrücke in Wartberg an der Krems
- Letzte Bildnisbüste Anton Bruckner, 1987, Bronze